# Cherubino Staldi
Cherubino Staldi (Trieste, 11 marzo 1911 – 28 giugno 2002) è stato uno scacchista italiano.

## Attività scacchistica
Si classificò sesto, alla pari con Mario Napolitano, nel Campionato italiano del 1935, ottenendo il titolo di Maestro.
Nel 1947 vinse a Roma l'11º campionato italiano, alla pari con Vincenzo Castaldi.
Nel 1954 si classificò pari primo a Trieste con Vincenzo Nestler nel 17º campionato italiano, ma perse lo spareggio +1 =2 –4. Partecipò a diversi altri campionati italiani, ottenendo spesso buoni piazzamenti.
Nel 1937 partecipò con la nazionale italiana in 4ª scacchiera alle Olimpiadi di Stoccolma, realizzando +5 =2 –7. Partecipò anche all'olimpiade non ufficiale di Monaco di Baviera 1936.
Partecipò al campionato europeo di Stoccolma 1939, classificandosi 10º-11º con 4/11. Vinse Bogoljubov davanti a Richter e Eliskases.
Una sua bella partita del 1952:
- Eugenio Szabados – Cherubino Staldi

Difesa semislava - 1. d4 d5 2. c4 e6 3. Cc3 c6 4. Cf3 Cf6 5. e3 Ce4 6. Ad3 f5 7. Axe4 dxe4 8. Ce5 Df6 9. O-O Cd7
10. Cxd7 Axd7 11. f3 exf3 12. Dxf3 O-O-O 13. Dg3 Dg6 14. De5 Ae7 15. Da5 Ad6 16. Dxa7 Dh5 17. g3 Dg4 18. Tf4 Axf4
19. exf4 h5 20. Ae3 h4 21. Da8+ Rc7 22. Da5+ b6 23. Da7+ Rd6 24. Da3+ Rc7 25. Da7+ Rd6 26. Da3+ c5 27. dxc5+ Re7
28. cxb6+ Ref7 29. Af2 Ac6 30. Te1 hxg3 31. Axg3 Td3 32. Da7+ Rf6 33. Cd5+ Axd5 34. cxd5 Txg3+ 35. hxg3 Dxg3+ 36. Rf1 e abbandona